# Mikroregion São Sebastião do Paraíso

Mikroregion São Sebastião do Paraíso

Mikroregion São Sebastião do Paraíso – mikroregion w brazylijskim stanie Minas Gerais należący do mezoregionu Sul e Sudoeste de Minas.

## Gminy
- Arceburgo
- Cabo Verde
- Guaranésia
- Guaxupé
- Itamogi
- Jacuí
- Juruaia
- Monte Belo
- Monte Santo de Minas
- Muzambinho
- Nova Resende
- São Pedro da União
- São Sebastião do Paraíso
- São Tomás de Aquino